# Economie van de Song-dynastie

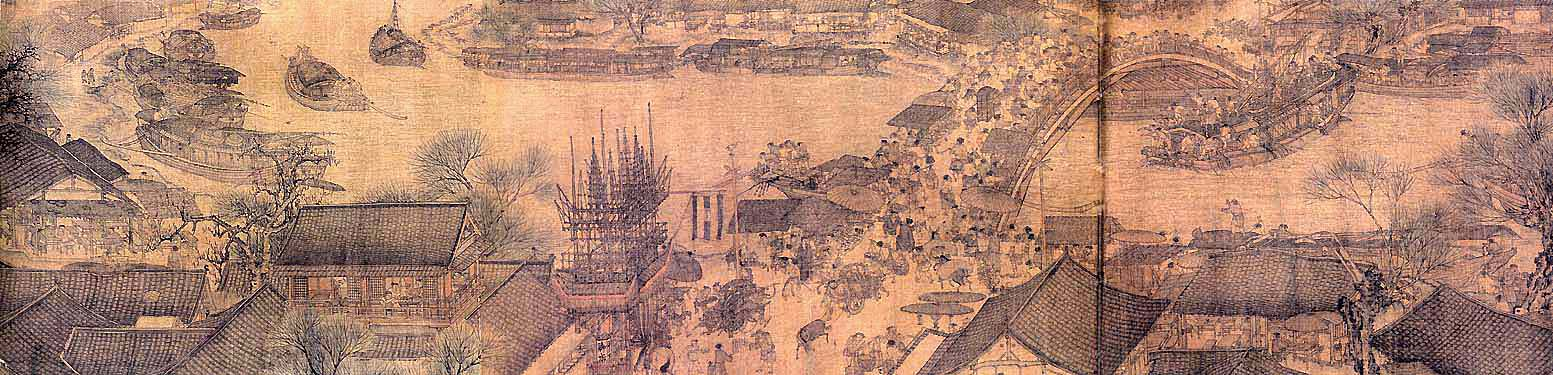
Een kleine sectie van de Qingming Shang He Tu (langs de rivier gedurende het Qingming-festival), een groot horizontaal scroll-schilderij door Zhang Zeduan, begin 12e eeuw.

De economie van China onder de Song-dynastie (960-1279) werd gekenmerkt door commerciële expansie, financiële voorspoed, toegenomen internationale handelscontacten, en een revolutie in de productiviteit van de landbouw.
De particuliere financiering groeide. Dit stimuleerde de ontwikkeling van een, het gehele land omvattend, marktnetwerk. Dit handelsnetwerk verbond alle delen van het land met elkaar, zowel de kustprovincies als het binnenland.
Tijdens de Song-economie was er sprake van een enorme bevolkingsexplosie. Dit was het gevolg van het toegenomen agrarische areaal in de 10e tot 11e eeuw. De totale Chinese bevolking steeg tot boven de 100 miljoen mensen (dit in vergelijking met de eerdere Tang-dynastie, toen de bevolkingsomvang ongeveer 50 miljoen mensen bedroeg).
Onder de Song-dynastie trad er ook een opmerkelijke toename op in de commerciële contacten met de buitenwereld, via handelaren die na eerst in handelsschepen geïnvesteerd te hebben, overzeese handel bedreven tot in havens in Oost-Afrika toe. Deze periode zag ook de ontwikkeling van 's werelds eerste bankbiljetten, of bedrukt papiergeld (zie Jiaozi, Huizi), dat op zeer grote schaal werd ingevoerd. In combinatie met een uniform belastingstelsel en efficiënte handelsroutes zowel over de weg als via kanalen, betekende dit de ontwikkeling van een echt landelijke markt in China. Hoewel een groot deel van de opbrengsten, die de schatkist van de centrale overheid instroomden, moesten worden ingezet om in de behoeften van het leger te voorzien, vulde de belastingen, die op de stijgende commerciële basis konden worden geheven, de monetaire schatkist van de Song-regering. Voor bepaalde productie-artikelen en marktgoederen voerde de Song-regering monopolies in om zo de inkomsten te optimaliseren en ook om een veilige basis voor de inkomsten te creëren, die van vitaal belang was voor de veiligheid van het keizerrijk; een voorbeeld hiervan zijn de chemische componenten die nodig zijn voor de fabricage van buskruit.

## Landbouw
Ten tijde van de Song-dynastie werd het areaal aan akkerland enorm uitgebreid. De regering moedigde mensen aan om braakliggend land terug te winnen en in cultuur te brengen. Iedereen die maagdelijk land onder de ploeg bracht en belastingen betaalde kreeg het permanent eigendomsrecht overdit nieuwe land. Onder deze politiek schat men dat het areaal aan cultuurgrond tijdens de Song-dynastie een piek bereikte van 720 miljoen mu, deze omvang werd pas weer in de latere Ming en Qing-dynastieën overtroffen.
De irrigatie van landbouwgrond werd tijdens deze periode ook zeer bevorderd. De prominente staatsman en econoom Wang Anshi vaardigde in 1069 zijn Wet en besluit over irrigatie uit. Hierdoor werd een grote expansie van het irrigatiesysteem in China ingezet. Tegen 1076 waren er ongeveer 10.800 nieuwe irrigatieprojecten afgerond, waardoor meer dan 36 miljoen mu extra publiek en privaat land kon worden geïrrigeerd. Onder de grotere irrigatieprojecten waren het uitbaggeren van de Gele Rivier in het noorden van China en de in productiename van kunstmatig opgeslibt land in de vallei, waar ook het Taihu-meer was gelegen. Als gevolg van dit beleid verdrievoudigde het gewas in China. De landbouwopbrengsten tijdens de Song-dynastie waren ongeveer 2 tan (een eenheid van ongeveer 50 kilogram) graan per mu, in vergelijking met 1 tan tijdens de vroege Han-dynastie en 1,5 tan tijdens de late Tang-dynastie.
De economische ontwikkeling van China onder de Song-dynastie werd gekenmerkt door verbeteringen in landbouwgereedschap, zaad, en meststoffen. De Song-dynastie erfde de ploeginnovaties, die staan beschreven in de tekst uit de Tang-dynastie tekst, De klassieker van de ploeg, dat het gebruik van deze ploeg in Jiangnan beschrijft. De Song-dynastie verbeterde de tijdens de Tang-dynastie geïntroduceerde gebogen ijzeren ploeg en bedacht een stalen ploeg speciaal voor het voor het eerst in cultuur brengen van maagdelijk land. Deze zogenaamde woestenijploeg was niet van ijzer gemaakt, maar van het sterkere staal, het lemmet was korter maar dikker, en met name effectief bij het doorsnijden van riet en wortels in de wetlands in de vallei van de Huai He-rivier. Ook werd er een instrument ontworpen om effectiever in te zaaien, het zogenaamde "zaaipaard"; het was gemaakt van hout van de jujube- en de paulownia-boom. Ook gebruikte men op boerderijen waterraderen van bamboe om de energiestroom van stromend water in rivieren te benutten om water op te tillen voor de irrigatie van landbouwgrond.
Het waterrad was ongeveer 30 chi in diameter, met tien bamboe waterbuizen bevestigd aan de omtrek van het rad. Sommige boeren gebruikten zelfs drie waterraderen achter elkaar om water tot een hoogte van meer dan 30 chi op te tillen en daarmee de irrigatiekanalen te vullen.
Tijdens deze periode werden nieuwe gewassen met een hoge opbrengst in China geïntroduceerd; rijstzaden uit Champa (Zuid-Vietnam), gele rijst uit Korea, groene erwten uit India en watermeloenen uit het Midden-Oosten. Dit verbeterde de verscheidenheid van landbouwproducten. De Song-boeren benadrukten het belang van de nachtbodem als meststof. Zij begrepen dat het gebruik van menselijke bemesting een dorre woestenij kon veranderen in vruchtbare landbouwgrond. Chen Pu schreef in zijn Boek over de landbouw uit 1149: "Het algemene gezegde dat landbouwgrond na drie tot vijf jaar zaaien uitgeput raakt is onjuist, als er maar vaak nieuwe grond wordt toegevoegd en de grond wordt genezen met "nachtbodem", dan wordt het land vruchtbaarder".

### Economische gewassen
Vanuit het eiland Hainan verspreidde de katoenteelt zich tot het midden van China. Katoenbloemen werden verzameld, pitten werden verwijderd, waarna de katoen werd losgeslagen met bamboe bogen, tot garens werd getrokken en tot doek geweven dat "jibei" werd genoemd. De katoenen Jibei in Hainan kent een grote verscheidenheid, het doek heeft een grote breedte en is vaak geverfd tot felle kleuren. Door twee doeken aan elkaar te stikken verkrijgt men een bedsprei, vier aan elkaar gestikte stukken maken een gordijn. Hennep werd ook op grote schaal aangeplant en tot linnen verwerkt. Onafhankelijke moerbeiboerderijen bloeiden in de regio van de Dongting-bergen in Suzhou. De moerbeiboeren verdienden hun kost niet op landbouwgrond, maar in plaats daarvan kweekten zij moerbeibomen en fokten zij zijderupsen om zijde te oogsten.
Suikerriet verscheen in China voor het eerst tijdens de periode van de Strijdende Staten. Tijdens de Song-dynastie werd de vallei, waarin ook het Taihu-meer was gelegen, bekend vanwege de aldaar verbouwde suikerriet. De Song-schrijver Wang Zhuo beschreef in zijn monografie "Klassieker van het Suiker" (1154), het eerste boek over suikertechnologie in China, in groot detail de gebruikte methoden om suikerriet te verbouwen en hoe men rietsuikermeel uit suikerriet kon maken
Het aantal thee-plantages tijdens de Song-dynastie was drie keer zo groot als tijdens de Tang-dynastie. Volgens een onderzoek uit 1162 lagen de theeplantages verspreid over 66 prefecturen in 244 districten. De Beiyuan-plantage was een keizerlijke theeplantage in de prefectuur Fujian. Hier werden voor het keizerlijk hof meer dan veertig soorten tribuut-thee geproduceerd Alleen het uiterste puntje van de kwetsbare theebladeren werden geplukt, verwerkt en geperst tot theegebakjes, waarop een drakenpatroon werd gedrukt. Deze gebakjes stonden bekend als "drakentheegebakjes".
Met de groei van de steden ontstonden er ook hoogwaardige tuinbouwbedrijven in de buitenwijken. In het zuiden van China kon een man gemiddeld leven van een mu geïrrigeerd rijstland. In het noorden leefde een man van drie mu land, terwijl van een mu tuinbouwgrond drie mannen konden bestaan.
Ook de bloemkwekerijen bloeiden. De favoriet van de rijken en machtigen was de pioenroos. Er werden wel een negentigtal variëteiten van de pioenroos gekweekt. Ook de uit Perzië geïmporteerde jasmijn en krabappel waren populair.

## Organisatie, investeringen en handel
Tijdens de Song-dynastie bereikte de handelaarsklasse een meer vooraanstaande en beter gerespecteerde positie dan in eerdere periodes in de geschiedenis van China. Hun geaccumuleerde rijkdom wedijverde vaak met die van de klasse der geleerden-bureaucraten, die de overheidszaken bestierden. De organisatiegraad van de koopmansklasse nam toe. Over hun organisatorische vaardigheden beweren Ebrey, Walthall en Palais dat in de Song-dynastie kooplieden:

... partnerschappen en naamloze vennootschappen opzetten met een scheiding tussen eigenaren (aandeelhouders) en managers. In de grote steden waren de handelaren in gilden georganiseerd op basis van de aard van het product dat zij verkochten; periodiek bepaalden zij de prijzen en regelden zij de verkoop van de groothandel aan eigenaars van winkels. Wanneer de overheid goederen vorderde of belastingen oplegde, trad men in contact met de hoofden van de gilden.

Hoewel grote door de overheid gerunde bedrijven en grote particuliere ondernemingen tijdens de Song-periode het marktsysteem in het stedelijke China domineerden, was er een overvloed aan kleine particuliere bedrijven en ondernemers in de grote voorsteden en in de plattelandsgebieden, die profiteerden van de economische boom in die periode. Er was in China tijdens de Song-periode zelfs een grote zwarte markt, die nog groter werd nadat de Jurchens Noord-China hadden veroverd en daar de Jin-dynastie hadden gevestigd. Zo rond 1160 na Christus werden er jaarlijks 70-80.000 stuks vee gesmokkeld Er waren massa's succesvolle kleine ovens en aardewerk winkels, die eigendom waren van lokale families, samen met oliepersen, wijnbereidings, winkels, kleine lokale papier-bedrijven, enz. Er was ook ruimte voor kleiner economisch succes zoals de "herbergier, de kleine waarzegger, de verkoper van geneesmiddelen, de lakenhandelaar," en vele anderen.
Gezinnen op het platteland die een groot agrarisch surplus op de markt verkochten, konden zich niet alleen veroorloven om meer houtskool, thee, olie en wijn te kopen, maar zij konden ook genoeg geld vergaren om zich de middelen te verschaffen voor secundaire middelen van bestaan om zo meer welvaart te genereren. Naast de noodzakelijke agrarische voedingsmiddelen konden boerengezinnen vaak wijn, houtskool, papier, textiel en andere goederen produceren, die zij via tussenpersonen verkochten. Boeren in Suzhou specialiseerden zich vaak in het telen van Bombyx mori om zijde-waren te produceren, terwijl de boeren in Fujian, Sichuan en Guangdong vaak suikerriet verbouwden. Om de welvaart in de plattelandsgebieden te waarborgen waren technische toepassingen voor openbare werken en verbeterde landbouwtechnieken essentieel. Het enorme Chinese irrigatiesysteem moest worden ingericht met een veelheid aan wagenmakers, die enorme aantallen gestandaardiseerde waterraderen en vierkanten waterpompen produceerden, die water van laag gelegen vlaktes konden optillen naar hoger gelegen geïrrigeerde landerijen.
Wat betreft kleding droegen de rijken en de elite zijden gewaden, terwijl de armen hennep en ramie droegen; in de late Song-periode werd er ook katoenen kleding gedragen. Verzending van al deze materialen en goederen werd geholpen door de 10e eeuw innovatie van de schutsluis in China; de Song-wetenschapper en staatsman Shen Kuo (1031-1095) schreef dat de bouw van de schutsluis in Zhenzhou (vermoedelijk Kuozhou langs de Yangtze) tijdens de jaren 1020 en 1030 elk jaar het gebruik van vijfhonderd arbeiders bespaarde. De besparing bedroeg jaarlijks 1.250.000 strootjes geld. Hij schreef dat de oude methode om boten te sjorren de capaciteit van de lading tot 300 tan rijst per schip beperkte (ongeveer 17 ton (ongeveer 17.000 kilogram), maar na de introductie van het schutsluis kon men boten met een tonnage 400 tan (ongeveer 22 ton (22.000 kilo)) inzetten. Shen schreef dat in zijn tijd (circa 1080) overheidsboten een lading konden dragen van maximaal 700 tan (ongeveer 39 ton (ongeveer 39.000 kilo)), terwijl particuliere boten tot ongeveer 800 zakken, elk met een gewicht van 2 tan (dat wil zeggen een totaal van 88 ton (ongeveer 88.000 kilo)).

### Buitenlandse handel
Zeehandel naar het buitenland in het zuidoostelijke Stille Oceaangebied, de Hindoe-wereld, de islamitische- en de Oost-Afrikaanse wereld brachten kooplieden een groot fortuin. Hoewel de winst op de enorme hoeveelheid binnenlandse handel over het Grote Kanaal, de Jangtse-rivier, haar zijrivieren en meren, en andere kanaalsystemen de commerciële winst van de overzeese handel verre overtrof, waren er tijdens de Song-periode veel grote zeehavens die de economie versterkten; voorbeelden waren Quanzhou, Fuzhou, Guangzhou en Xiamen. Deze zeehavens, nu via kanalen, meren en rivieren sterk verbonden met het achterland traden op als een lange reeks van grote marktcentra voor de verkoop van cash-crops, die in het binnenland geproduceerd werden. De grote vraag in China naar buitenlandse luxegoederen en specerijen uit Oost-Indië vergemakkelijkte de groei van de Chinese maritieme buitenlandse handel tijdens de Song-periode. Samen met de mijnbouw steeg de scheepsbouw in de provincie Fujian provincie tijdens de Song-periode exponentieel naarmate de maritieme handel een steeds groter belang kreeg. De bevolking van deze provincie steeg snel. De hoofdstad tijdens de Song-dynastie, Hangzhou was via een breed kanaal direct met de zeehaven in Mingzhou (het moderne Ningbo) verbonden. Vanuit dit centrum werden veel van de buitenlandse ingevoerde goederen naar de rest van het land verscheept.
Ondanks de installatie van brandweerkazernes en een grote macht aan brandweerlieden, werd de hoofdstad van het rijk, Hangzhou, voortdurend door branden bedreigd. Voor de bescherming van de opgeslagen voorraden en ook om ruimten aan kooplieden en winkeliers te verhuren, waar deze hun overtollige goederen konden beschermen tegen stadsbranden, hadden rijke families van Hangzhou, de paleiseunuchen en keizerinnen grote magazijnen in de buurt van de noordoostelijke muren van de stad gebouwd. Deze pakhuizen werden aan alle kanten omringd door grachten. zij werden zwaar bewaakt door ingehuurde nachtwakers. De scheepsbouw gegenereerde werkgelegenheid voor veel vakmensen, terwijl matrozen meermogelijkheden vonden om aan werk te komen, naarmate meer families genoeg kapitaal hadden om schepen te kopen en om in de buitenlandse commerciële handel te investeren. Buitenlanders en kooplieden uit het buitenland hadden ook een impact op de binnenlandse Chinese economie. Veel moslims emigreerden bijvoorbeeld naar het China van de Song-dynastie. Al spoedig domineerden zij de import- en exportindustrie. In sommige gevallen werden zij zelfs ambtenaren, die zich bezighielden met economische regelgeving. Voor Chinese maritieme handelaren waren er echter grote risico's verbonden aan dergelijke lange overzeese reizen naar buitenlandse handelsposten en zeehavens, die zo ver weg lagen als Egypte. Om de risico's op verlies tijdens maritieme handelsmissies naar het buitenland te verminderen:

[Song-tijdperk] investeerders verdeelden hun investering meestal over vele schepen en elk schip had vele beleggers, die er in hun geld in hadden belegd. Een waarnemer opperde dat de gretigheid om in overzeese handel te investeren tot een uitstroom van kopergeld leidde. Hij schreef: "Mensen langs de kust staan op intieme voet met de kooplieden, die zich bezighouden met de overzeese handel, hetzij omdat ze landgenoten of persoonlijke kennissen zijn ... [Ze geven de kooplieden] geld mee op hun schepen voor aankopen en het vervoer van buitenlandse goederen. Ze investeren van tien tot honderd geldsnaren en maken regelmatig winsten van enkele honderden procenten."

De auteur Zhu Yu schreef in zijn Pingzhou Ketan (萍洲可谈; Pingzhou tabelgesprekken) uit 1119 over de organisatie, maritieme praktijken, en de overheidstandaarden voor zeeschepen, hun kooplieden en bemanningen. In zijn boek vermeldt hij het volgende:

Volgens regelgeving door de overheid met betrekking tot zeeschepen, kunnen de grote enkele honderden mannen, en de kleine meer dan honderd man aan bemanning aan boord hebben. Een van de belangrijkste kooplieden wordt tot leider gekozen (Gang Shou), een ander tot adjunct-leider (Fu Gang Shou) en een derde wordt de zakelijk leider (Za Shi). De hoofdinspecteur van de koopvaardij geeft hun een officieus verzegelde rood certificaat mee, waardoor zij het recht hebben om het lichte bamboe te gebruiken om de overige bemanningsleden te straffen, mocht dat nodig zijn. Mocht er iemand op zee sterven, dan vallen zijn bezittingen aan de overheid toe ... De loodsen op het schip zijn bekend met de configuratie van de kusten; 's nacht sturen zij op de sterren, en overdag op de zon. In donker weer kijken ze naar de naar het zuiden wijzende naald (dat wil zeggen het magnetische kompas). Ze gebruiken ook een lijn van honderd voet lang met aan het einde daarvan een haak. Deze laten zij zakken om monsters te nemen van de modder op de zeebodem; door het (uiterlijk en) de reuk kunnen zij ongeveer bepalen waar zij zijn.

Buitenlandse reizigers naar China maakten vaak opmerkingen over de economische kracht van het land. De latere islamitische-Marokkaans-Berberse reiziger Ibn Batutta (1304-1377) schreef over veel van zijn reiservaringen op plaatsen over bijna het gehele Euraziatische continent, waaronder de oostkust van China. Na een beschrijving van uitbundige Chinese schepen met paleisachtige hutten en salons, samen met een beschrijving van het leven van de Chinese scheepsbemanningen en kapiteins, schreef Batutta: "Onder de bewoners van China zijn er, die een groot aantal schepen in eigendom hebben, waarop zij hun agenten naar buitenlandse platen sturen. Nergens in de wereld zijn er mensen te vinden die rijker zijn dan de Chinezen".

### Salarissen en inkomen
Rijke grootgrondbezitters waren nog steeds typisch de mensen, die in staat waren om hun zonen tot de hoogste graad op te laten leiden. Vandaar dat kleine groepen van vooraanstaande families in een bepaalde lokale streek in de nationale schijnwerpers konden komen door hun zonen ver van huis te laten studeren en als ministers te laten aanstellen. Toch was ook neerwaartse sociale mobiliteit altijd een probleem met de kwestie van verdeelde erfenissen. Yuan Cai (1140-1190) schreef in de late 12e eeuw dat degenen, die erin slaagden een functie te verkrijgen met een fatsoenlijk loon, het geld niet moesten omzetten in goud en zilver, maar in plaats daarvan beter konden investeren om zo hun bezit in waarde te doen laten toenemen:

Als hij bijvoorbeeld over 100.000 snaren in goud en zilver zou beschikken en dit geld gebruikte om te investeren in productiemiddelen, zou hij in een jaar 10.000 snaren aan inkomen kunnen verwerven; na pakweg tien jaar zou hij de oorspronkelijke investering van 100.000 snaren hebben terugverdiend. Wat nu onder de familie zou worden verdeeld was de rente. Als het geïnvesteerd zou worden in een verpandingsbedrijf, zou de rente al naar drie jaar gelijk zijn aan de hoofdsom. Hij zou nog steeds de 100.000 snaren hebben, en de rest, zijnde de rente, zou kunnen worden verdeeld. Bovendien zou de hoofdsom elke drie jaar opnieuw kunnen worden verdubbeld, dit tot in het oneindige toe.

Shen Kuo (1031-1095), een minister van financiën, was in zijn begrip van de omloopsnelheid dezelfde mening toegedaan. Hij stelde in 1077:

Het nut van geld is afkomstig uit de circulatie en de mogelijkheid tot lenen. Een dorp met tien huishoudens kan over 100.000 munten beschikken. Als dit contant geld echter is opgeslagen in het huishouden van een individu, blijft deze som, zelfs na een eeuw, nog steeds 100.000 munten. Als de munten echter door zakelijke transacties vrijelijk tussen alle individuen, die deel uitmaakt van de tien huishoudens, circuleren, kan het nut van deze 100.000 munten, wel oplopen tot die van 1.000.000 cash. Als de circulatie door blijft gaan zonder ooit te stoppen, zal het nut van deze munten een opsomming te boven gaan.

Er is een aanzienlijke inspanning geleverd om het niveau van de levensstandaard tijdens de Song-dynastie wetenschappelijk te onderzoeken. Een nieuwe studie van de economische historicus Cheng Minsheng schatte dat het gemiddelde inkomen voor de lagere klasse arbeiders tijdens de Song-dynastie zo'n 100 wen per dag bedroeg, ongeveer 5 maal het geschatte bestaansminimum van 20 wen per dag. Als dit inderdaad zo is geweest, is dit een zeer hoog niveau voor een pre-industriële economie. De per capita consumptie aan graan en zijde werd door Cheng respectievelijk geschat op ongeveer 8 jin (ongeveer 400 gram per persoon) per dag en 2 eenheden per jaar.

## Maakindustrie

### IJzer- en staalindustrie
Het wijdverspreide drukken van papiergeld viel samen met het begin van wat een vroege Chinese industriële revolutie zou kunnen worden genoemd. De historicus Robert Hartwell schat bijvoorbeeld dat per hoofd van de bevolking de productie van ijzer verzesvoudigde tussen 806 en 1078, zodat China rond 1078 125.000 ton ijzer per jaar produceerde. De historicus Donald Wagner... zet echter vraagtekens bij de door Hartwells gebruikte methode om tot deze cijfers te komen (dat wil zeggen door gebruik te maken van Song-belastingen en quota-ontvangsten).
In het smeltproces van ijzer maakte men gebruik van grote blaasbalgen. Deze werden aangedreven door waterraderen, In dit productieproces werden grote hoeveelheden houtskool gebruikt, waardoor er in Noord-China op uitgebreide schaal ontbossing ontstond. Tegen het einde van de 11e eeuw ontdekten de Chinezen echter dat het gebruik van bitumineuze kolen de rol van houtskool kon overnemen. Hierdoor werden vele honderdduizenden hectaren bebost land in het noorden van China gespaard van de staal en ijzerindustrie. IJzer en staal werd in deze periode gebruikt voor de massaproductie van ploegen, hamers, naalden, spelden, scheepsnagels, muzikale cymbalen, kettingen voor hangbruggen, boeddhistische beelden en andere standaardproducten voor de binnenlandse massamarkt. IJzer was ook een noodzakelijk productiecomponent in de productieprocessen van zout en koper. Veel nieuw gebouwde kanalen verbonden de belangrijkste ijzer- en staalproductiecentra met de belangrijkste markt in de hoofdstad. Tijdens de Zuidelijke Song-periode werden er ook ijzer- en stalen producten uitgevoerd. Deze buitenlandse handel werd sterk gestimuleerd door het hoge niveau van de Chinese maritieme activiteit met het buitenland.
Door de vele schriftelijke petities aan de centrale overheid van de regionale bestuurders van het Song-keizerrijk, kunnen historici stukjes bewijs bij elkaar leggen om zich een gefundeerd oordeel te vormen over de omvang en reikwijdte van de Chinese ijzerindustrie tijdens de Song-tijdperk. De beroemde magistraat Bao Qingtian (999-1062) schreef over de ijzerindustrie in Hancheng (Tongzhou-prefectuur) aan de Gele Rivier, in wat nu de provincie Oost-Shaanxi is. Hier was sprake van huishoudens met eigen ijzersmelterijen, die onder toezicht stonden van toezichthouders van de overheid. Hij schreef dat er 700 van dergelijke huishoudens als ijzersmelterijen werkten, waarvan 200 de meest adequate hoeveelheid overheidssteun ontvingen, zoals houtskoolleveringen en vakmensen (de ijzersmelterijen werden geacht zelf lokale ongeschoolde arbeid in te huren). Bao's klacht bij het hof was dat de overheidswetten tegen privé smelten in Shaanxi de winsten van de industrie in de weg stonden. Na de nodige aarzelingen gaf de regering gehoor aan zijn pleidooi en hief het verbod op privé-smelten in Shaanxi in 1055 op.
Het resultaat hiervan was zowel een stijging van de productie als de winst (met als bijproduct lagere prijzen voor ijzer); in de jaren 1040 werd er jaarlijks 100.000 jin (60 ton) ijzer geproduceerd in Shaanxi; dit liep in de jaren 1110 op tot 600.000 jin (360 ton), onder andere als gevolg van de herinrichting van de mijnbouw-industrie in Shaanxi in 1112. Hoewel de ijzersmelterijen van Shaanxi door de overheid werden beheerd en bevoorraad, waren er ook vele onafhankelijke smelterijen, die eigendom waren en die werden geëxploiteerd door rijke families. Terwijl hij gouverneur van Xuzhou was in 1078, schreef de beroemde Song-dichter en staatsman Su Shi (1037-1101) dat er in de Liguo-industriële prefectuur (onderdeel van Xuzhou) 36 ijzersmelterijen waren, die door verschillende lokale families werden gerund, elk met een personeelsbestand van enkele honderden mensen om de ijzererts te winnen, hun eigen houtskool te produceren en om ten slotte het ijzer te smelten. Er was hier dus sprake van verticale ketenintegratie.

### Productie van buskruit
Tijdens de Song-periode was er een grote organisatie aan georganiseerde arbeiders en bureaucratie betrokken bij de winning van grondstoffen in de verschillende provincies in China. Zwavel, waarvan de Chinese naam 'vitrioolvloeistof' was, werd uit pyriet gewonnen. Zwavel werd gebruikt voor farmaceutische doeleinden alsook voor de productie van buskruit. Dit werd gedaan door het verhitten van ijzerpyrieten; daarbij werd het sulfide omgezet tot oxide, wanneer het erts samen met kolen briketten werd opgestapeld in een aarden oven met een mechanisme om de verdampte zwavel op te vangen, waarna het buiten de oven kon stollen en kristalliseren. De historische tekst van de Song Shi (geschiedenis van de Song, samengesteld in 1345) stelde dat de belangrijkste producent van zwavel ten tijde van de Tang- en Song dynastieën de sub-provinciale bestuurlijke regio, Jin Zhou was (het moderne Linfen in het zuiden van Shanxi).

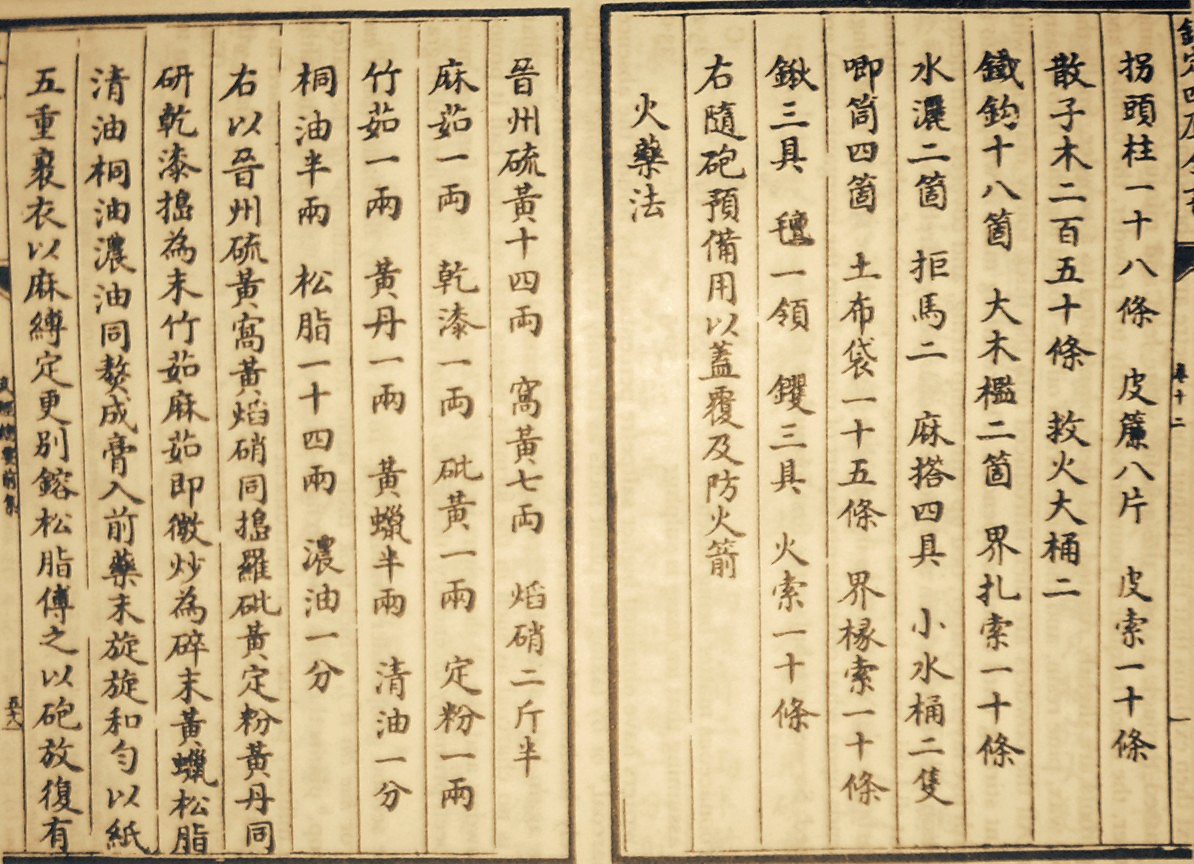
Het eerste bekende geschreven recept voor buskruit uit het manuscript van Wujing Zongyao opgesteld in 1044.

De in de regio benoemde bureaucraten manageden de industriële verwerking en de verkoop ervan. In de jaren van 996 tot 997 werd er 405.000 jin (ongeveer 200 ton) geproduceerd en gedistribueerd. Het werd opgetekend dat in 1076 de Song-dynastie regering een strikte commerciële monopolie op de zwavelproductie uitoefende. Als kleurstof-ateliers en overheidsfabrieken hun producten aan particuliere handelaren op de zwarte markt verkochten, werden zij aan sancties onderworpen, die hen werden opgelegd door de overheid. Zelfs voor dit moment in 1067 had de Song-overheid een edict uitgevaardigd, dat mensen in Shanxi en Hebei verbood om producten aan buitenlanders te verkopen, die salpeter en zwavel bevatten. Deze door de Song uitgevaardigde wet toonde hun angst voor de potentiële dreiging dat de territoriale vijanden van Song-China (dat wil zeggen de Tanguten en Khitans) op buskruit gebaseerde wapens zouden ontwikkelen.
Aangezien Jin Zhou in de nabijheid van de Song-hoofdstad Kaifeng lag, werd Kaifeng de grootste producent van buskruit tijdens de noordelijke Song-periode. Met verbeterde zwavel, die uit pyriet werd gewonnen, in plaats van de natuurlijke zwavel (samen met verbeterde kaliumnitraat), waren de Chinezen in staat om het gebruik van buskruit te verschuiven van alleen een basisingrediënt voor brandbommen naar het gebruik van explosieven voor een vroege artillerie. Ten tijde van de Song-dynastie waren er grote fabrieken waar men 'vuurwapens' maakte op basis van buskruit; men maakte onder andere brandlansen en brandpijlen.
Toen men in een oorlog met de Mongolen was verwikkeld schreef in 1259 de ambtenaar Li Zengbo in zijn Ko Zhai Za Gao, Xu Gao Hou dat in de wapenindustrie van de stad Qingzhou de productie zo tussen de 1.000 en 2.000 sterke ijzeren bomomhulsels per maand bedroeg. Deze werden in zendingen van 10.000 tot 20.000 bommen tegelijk naar Xiangyang en Yingzhou getransporteerd. een van de belangrijkste wapenkamers en arsenalen voor de opslag van buskruit en wapens bevond zich in Weiyang. Dit arsenaal raakte in 1280 per ongeluk in brand, wat een enorme explosie veroorzaakte.

## Commercie
Deze regelingen om toe te staan dat concurrerende industrie in sommige regio's tot bloei kon komen, terwijl het tegenovergestelde gebeurde van een strikte overheid gereguleerd en gemonopoliseerd productie en handel in andere producties was niet exclusief voor de ijzerproductie.
In het begin van de Song-dynastie ondersteunde de overheid concurrerende zijdemolens en brokaat-ateliers in de oostelijke provincies en in de hoofdstad Kaifeng. Op hetzelfde moment vaardigde de overheid echter ook een strikt wettelijk verbod uit op de commerciële handel in particulier geproduceerd zijde in de provincie Sichuan. Dit verbod betekende een economische klap voor Sichuan en lokte zelfs een kleine opstand uit, die snel werd neergeslagen. Tijdens de Song-dynastie stond Sichuan bekend om haar onafhankelijke industrieën waar bijvoorbeeld hout werd geproduceerd en sinaasappels werden gecultiveerd. De hervormingen van de kanselier Wang Anshi (1021-1086) leidde tot verhitte debat tussen de verschillende ministers, toen hij industrieën nationaliseerde die thee, zout en wijn produceerden, verwerkten en distribueerden.

### Koperen munten
De diepere oorzaak van de ontwikkeling van het bankbiljet gaat terug tot de eerdere Tang-dynastie (618-907), toen de regering het gebruik van eenheden zijde als munt verbood. Dit verbod deed het gebruik van koperen munten als geld toenemen. Tegen het jaar 1085 werden er 6 miljard koperen munten per jaar gefabriceerd. Een stijging van 140 miljoen koperen munten ten opzichte van vijf jaar eerder. In 1080 werden er 5,86 miljard koperen munten geslagen. Als men dit vergelijkt met de slechts 327 miljoen munten geslagen die gemiddeld per jaar in de welvarende periode van 742-755 gedurende de Tang-dynastie werden geslagen en de slechts 220 miljoen munten die jaarlijks tussen 118 v.Chr. tot 5 n.Chr. tijdens de Han-dynastie werden gefabriceerd. valt de ongekende expansie van de economie van China in de 11e eeuw meteen op:.. de output aan munten in het eerdere jaar 997 bedroeg nog slechts 800 miljoen munten per jaar. In 1120 alleen al inde de Song-overheid aan belastingen een totaal van 18.000.000 ounces (510.000 kg) zilver.
Veel 9e-eeuwse Tang-kooplieden probeerden het gewicht en het volume van zo veel koperen munten in elke transactie te vermijden. Dit verleidde hen er toe om waar mogelijk ontvangstbewijzen van bewaarplaatsen in handelstransactie te gebruiken, waar zij eerder goederen of geld in bewaring hadden uitgewisseld. Kooplieden gaven koperen munten in bewaring bij de bewaarplaatsen van rijke families en vooraanstaande groothandelaren, waarna zij ontvangstbewijzen ontvingen, die in een aantal nabijgelegen steden door speciaal aangewezen personen konden worden verzilverd. Sinds het begin van de 10e eeuw begon ook de Song-regering met de uitgifte met hun eigen ontvangstbewijzen na storting. Dit bleef aanvankelijk echter vooral beperkt tot de door de regering gemonopoliseerde zoutindustrie en handel. China's eerste regionaal geldige op papier gedrukte geld (papiergeld) kan worden getraceerd tot het jaar 1024 in de provincie Sichuan.
Hoewel de productie van koperen munten in 1085 enorm was uitgebreid, werden er tussen 1078 en 1085 paradoxaal genoeg een vijftigtal kopermijnen stilgelegd. Hoewel er gemiddeld genomen meer kopermijnen in het Noordelijke Song-China opereerden dan in de voorafgaande Tang-dynastie, was dit niet het geval in Zuidelijk Song-China. Hier was tegen 1165 sprake van een sterke daling van het aantal mijnen en uitputting van de ontginbare kopererts-afzettingen. Hoewel kopergeld in de late 11de eeuw overvloedig aanwezig was, leidde de maatregelen van kanseliers Wang Anshi om belastingen in de plaats te stellen van corvée-arbeid en overheidsovername van agrarische leningen tot een sterk toegenomen vraag naar extra geld, wat de prijs van kopergeld opdreef, waardoor dit schaars werd.
Tot overmaat van ramp verlieten grote hoeveelheden door de overheid uitgegeven koperen munten het land via de internationale handel, terwijl de Liao-dynastie en de Westelijke Xia zich juist weer actief inzetten om ijzeren munten uit te wisselen tegen Song-koperen munten. Zoals blijkt uit een verordening uit 1103 werd de Song-regering voorzichtiger met de uitstroom van ijzeren munten naar het Liao-rijk, toen de regering beval dat het ijzer in het smeltproces moest worden gelegeerd met tin, om zo de Liao de kans te ontnemen verkregen ijzeren munten te smelten om zo ijzeren wapens te smeden.
De overheid probeerde het gebruik van kopergeld in de grensregio's en in zeehavens te verbieden, maar het door de Song-regering uitgegeven kopergeld werd gemeengoed in Liao, bij de Westelijke Xia, in Japan en in andere Zuidoost-Aziatische economieën. De Song-regering wendde zich tot andere materialen voor haar munt om zo de vraag naar de regeringsmunt te drukken. Men zocht zijn toevlucht tot ijzeren munten en papierbiljetten. In het jaar 976 was het percentage van de uitgegeven valuta op basis van kopermunt 65%, na 1135 was dit aanzienlijk gedaald tot 54%, in een poging van de Song-regering om de afhankelijkheid van kopergeld te verminderen.

### 's-Werelds eerste papiergeld

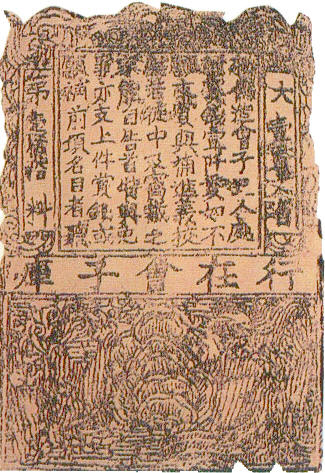
Huizi-bankbiljet uitgegeven in 1160

De centrale overheid merkte al snel de economische voordelen van het drukken van papiergeld op. Zij gaf een monopolie aan een aantal deposito-winkels voor de uitgifte van deze deposito-certificaten. In de vroege 12e eeuw bedroeg het bedrag aan bankbiljetten dat op jaarbasis werd uitgegeven 26 miljoen snaren van contant geldmunten. Tegen de jaren 1120 stapte de centrale overheid officieel in en vanaf dat moment produceerde zij haar eigen door de staat uitgegeven papiergeld (waarbij gebruik werd gemaakt van houtsnededruk).
Zelfs voor dit punt vergaarde de Song-regering grote hoeveelheden tribuut in de vorm van papier. Het werd aangetekend dat elk jaar vóór 1101, de prefectuur van Xinan (het moderne Xi-xian, Anhui) alleen al 1.500.000 vellen papier in zeven verschillende varianten naar de hoofdstad Kaifeng stuurde. In dat jaar 1101 besloot keizer Huizong van Song de hoeveelheid papier in het tribuutquotum te verminderen, omdat het schadelijke effecten veroorzaakte en zware lasten voor de bevolking van de regio creëerde. De staat had echter nog steeds grote massa's aan papierproducten nodig voor de uitwisselingscertificaten en voor de nieuwe uitgifte door de staat van papiergeld.
Voor het drukken van papiergeld alleen, richtte het Song-hof verschillende door de regering gerunde fabrieken op in de steden Huizhou, Chengdu, Hangzhou en Anqi. De omvang van de werknemers die werkzaam was in deze papiergeld fabrieken was vrij groot; in 1175 werd vermeld dat de fabriek in Hangzhou alleen al meer dan duizend werknemers per dag te werk stelde. De overheidsuitgiften van papiergeld waren op dit moment echter nog geen landelijke standaard; uitgaven van bankbiljetten werden beperkt tot regionale zones van het rijk; ook waren zij alleen geldig voor gebruik in een aangewezen gebied en was er een vervaltermijn van meestal 3 jaar aan gekoppeld.
Deze geografische beperking veranderde tussen de jaren 1265 en 1274 toen de late Zuidelijke Song-regering uiteindelijk kwam met een landelijke standaardvaluta van papiergeld, zodra wijdverbreide circulatie werd gedekt door goud of zilver. Het bereik van verschillende waarden van deze bankbiljetten liep misschien wel van 1 koord contant geld tot op zijn hoogst 100 koorden. In latere dynastieën was het gebruik en de invoering van papiergeld een methode die door de overheid werd ingevoerd als een reactie op het vervalsen van kopergeld.
De daaropvolgende Yuan, Ming en Qing dynastieën zouden hun eigen papiergeld uitgeven. Zelfs de tijdgenoot van de zuidelijke Song, de Jin-dynastie in het noorden, sloot aan op deze trend en gaf haar eigen papiergeld uit. Bij de archeologische opgraving in Jehol werd een drukplaat gevonden die dateert uit het jaar 1214. Met deze plaat werden bankbiljetten gedrukt van 10 bij 19 centimeter. Deze bankbiljetten hadden een waarde van honderd snaren van 80 cashmunten. Dit door de Jurchen-Jin uitgegeven papiergeld droeg een serienummer, het nummer van de serie, en een waarschuwing dat vervalsers zouden worden onthoofd en dat aanbrenger zouden worden beloond met driehonderd snaren contant geld.

## Buitenlandse handel
De Song-dynastie bevorderde actief de overzeese handel. Ongeveer vijftig landen voerden overzeese handel met de Song-dynastie. Daartoe behoorden Ceylon, Langkasuka, Mait, Samboja, Borneo, Kelantan, Champa, Chenla, Bengtrao, Java, India, Calicut, Lambri, Bengalen, Kurum, Gujara, Mekka, Egypte, Bagdad, Irak, het rijk van de Almoraviden, Sicilië, Marokko, Tanzania, Somalië, de Riukiu-eilanden, Korea en Japan Parels, ivoor, hoorns van neushoorns, wierook, Agalloch Eagle-hout, koraal, agaat, schilden van de karetschildpad. Gardenia's en rozen werden geïmporteerd uit Arabië en Samboja, kruidengeneeskunde uit Java, costuswortels uit Foloan (Kuala Sungai Berang), katoenen doek, garens van katoen uit Mait, en ten slotte ginseng, zilver, koper en kwik uit Korea.

## Voetnoten
1. 1 2 3 4 5 6  Ebrey, blz. 156.
2. ↑  Ebrey, blz. 167.
3. ↑  Qi Xia, Economy of the Song Dynasty, Part I, hoofdstuk 1, blz. 65 ISBN 7-80127-462-8/F
4. ↑  Qi Xia, Economy of the Song Dynasty, blz. 86
5. ↑  Qi Xia, Economy of the Song Dynasty, blz. 84-96
6. ↑  Guo, Junning, 宋史 地位 应 充分 肯定, archief
7. ↑  Billy K.L. So, Prosperity, Region, and Institutions in Maritime China: South Fukien Pattern, 946-1368, zie hier, 2000, Harvard University Asia Center, ISBN 978-0-674-00371-2, blz. 451
8. ↑  Qi Xia, blz. 135
9. ↑  Qi Xia, blz. 156
10. ↑  Zhou Qufei, blz. 228
11. ↑  Ji Xianlin, blz. 124-129
12. ↑  Qi Xia, blz. 856
13. ↑  Xiong Fan, Xuanhe Beiyuan Tea Cakes
14. ↑  Qi Xia, blz. 180
15. ↑  Ebrey et al.., blz. 157
16. ↑  Golas, Peter (1980). Rural China in the Song. The Journal of Asian Studies 39 (2): 291–325.
17. ↑  Embree, blz. 339-240.
18. 1 2 3 4  Ebrey, Cambridge Illustrated History of China, 141.
19. ↑  Needham, band 4, deel 2, blz. 347.
20. 1 2 3  Needham, band 4, deel 3, blz. 352.
21. ↑  Rossabi, blz. 77-78.
22. 1 2  Fairbank, blz. 89.
23. ↑  Rossabi, blz. 79.
24. ↑  Fairbank, blz. 92.
25. ↑  Walton, blz. 89.
26. ↑  Gernet, blz. 34-37.
27. ↑  Gernet, blz. 37
28. 1 2  Ebrey, Cambridge Illustrated History of China, blz. 142.
29. ↑  Artikel van de BBC over de islam in China. Gearchiveerd op 20 november 2022.
30. ↑  Needham, band 4, deel 3, 465.
31. ↑  Shen, blz. 158.
32. ↑  Ebrey et alia.., blz. 159
33. ↑  Needham, band 4, deel 1, blz. 279.
34. ↑  Needham, band 4, deel 3, 470.
35. ↑  Ebrey et al.., blz. 162.
36. ↑  Yang, blz. 47.
37. ↑  Cheng, Minsheng, 宋人生活水平考察 (1), 30 oktober 2009, archief: zie hier
38. 1 2 3  Ebrey et alia, blz. 158
39. ↑  Wagner (2001), blz. 175-197.
40. 1 2  Ebrey, Cambridge Illustrated History of China, blz. 144.
41. ↑  Embree, blz. 339.
42. 1 2 3  Wagner, blz. 181.
43. ↑  Wagner, blz. 182.
44. ↑  Wagner, blz. 182-183.
45. 1 2  Wagner, blz. 178-179.
46. ↑  Yunming, blz. 487-89.
47. 1 2 3  Needham, band 5, deel 7, blz. 126.
48. 1 2 3 4  Yunming, blz. 489.
49. ↑  Yunming, blz. 489-90
50. ↑  Needham, band 5, deel 7, blz. 173-174
51. ↑  Needham, band 5, deel 7, blz. 209-210.
52. 1 2 3 4  Needham, band 4, deel 2, 23.
53. ↑  Ebrey, blz. 164.
54. ↑  Sadao, blz. 588
55. 1 2  Bowman, blz. 105
56. 1 2 3 4 5 6 7 8  Gernet, blz. 80
57. ↑  Morton, blz. 97
58. ↑  Benn, blz. 55.
59. ↑  Ch'en, blz. 615
60. ↑  Ch'en, blz. 615-16
61. ↑  Ch'en, blz. 619.
62. ↑  Ch'en, blz. 621
63. ↑  Bol (2001), blz. 111.
64. 1 2 3  Ch'en, blz. 620
65. ↑  Needham, band 5, deel 1, blz. 47.
66. 1 2 3  Needham, band 5, deel 1, blz. 48.
67. ↑  Ray Huang, China: A Macro History, zie hier, 1997, M.E. Sharpe, ISBN 978-0-7656-3145-9, blz. 151, citaat: "Net als staatsobligaties had elke uitgifte een vervaldatum, gewoonlijk drie jaar in de toekomst"
68. ↑  Thomas Hirzel, Nanny Kim, Metals, Monies, and Markets in Early Modern Societies: East Asian and Global Perspectives, zie hier, LIT Verlag Münster, ISBN 978-3-8258-0822-8, blz. 312, citaat: "... einde aan het probleem van valse kopergeld was de ... invoering van papiergeld"
69. ↑  Gernet, blz. 80-81.
70. ↑  Zhao Rukua (赵汝 适 Song-dynastie), "Zhufanzhi (诸番 志)
71. ↑  Zhao Yanwei (赵彦卫 Song-dynastie) Yun Lu Man Chao (云麓漫钞) blz. 88, Zhong Hua Boek Co ISBN 7-101-01225-6.